# Ельники (Черняховский район)
Ельники — посёлок в Черняховском муниципальном округе Калининградской области.

## География
Находится в центральной части Калининградской области, в зоне хвойно-широколиственных лесов, к востоку от автодороги А216, на расстоянии примерно 20 километров (по прямой) к северо-западу от города Черняховска, административного центра района. Абсолютная высота — 18 метров над уровнем моря.

### Климат
Климат характеризуется как переходный от морского к умеренно континентальному. Среднегодовая температура воздуха — 8,3 °C. Средняя температура воздуха самого холодного месяца (января) — −0,9 °C (абсолютный минимум — −35 °C); самого тёплого месяца (июля) — 18,5 °C (абсолютный максимум — 37 °C). Период температуры воздуха выше 0 °C составляет 274 дня. Длительность вегетационного периода — 180—200 дней. Годовое количество атмосферных осадков — 850—900 мм, из которых большая часть выпадает в тёплый период.

### Часовой пояс
Посёлок Ельники как и вся Калининградская область, находится в часовой зоне МСК−1. Смещение применяемого времени относительно UTC составляет +2:00.

## История
Поселение относится к исторической области Надровия. На 1939 год в этом поселке проживало 233 человека. В составе Германии (Восточная Пруссия) до 1945 года. По итогам Второй мировой войны населенный пункт вошёл в состав СССР. До 1950 года носил название Вайдлаккен. Ныне в составе России как правопреемницы СССР. В период с 2008 по 2016 годы Ельники входили в состав Каменского сельского поселения Черняховского района, с 2016 по 2022 годы — в состав Черняховского городского округа. 

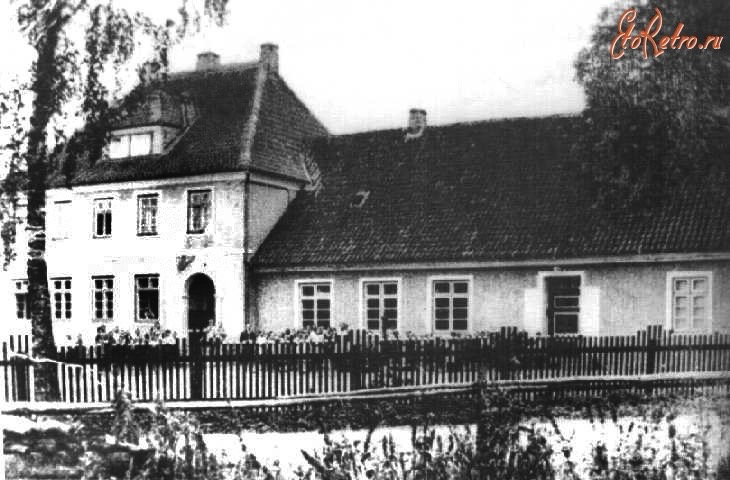
Школа, построенная в начале XX века. После войны здание уцелело и здесь обучались уже советские дети. Школа проработала до 2010 года. Разрушена в 2024 году, разобрана на кирпичи на продажу.
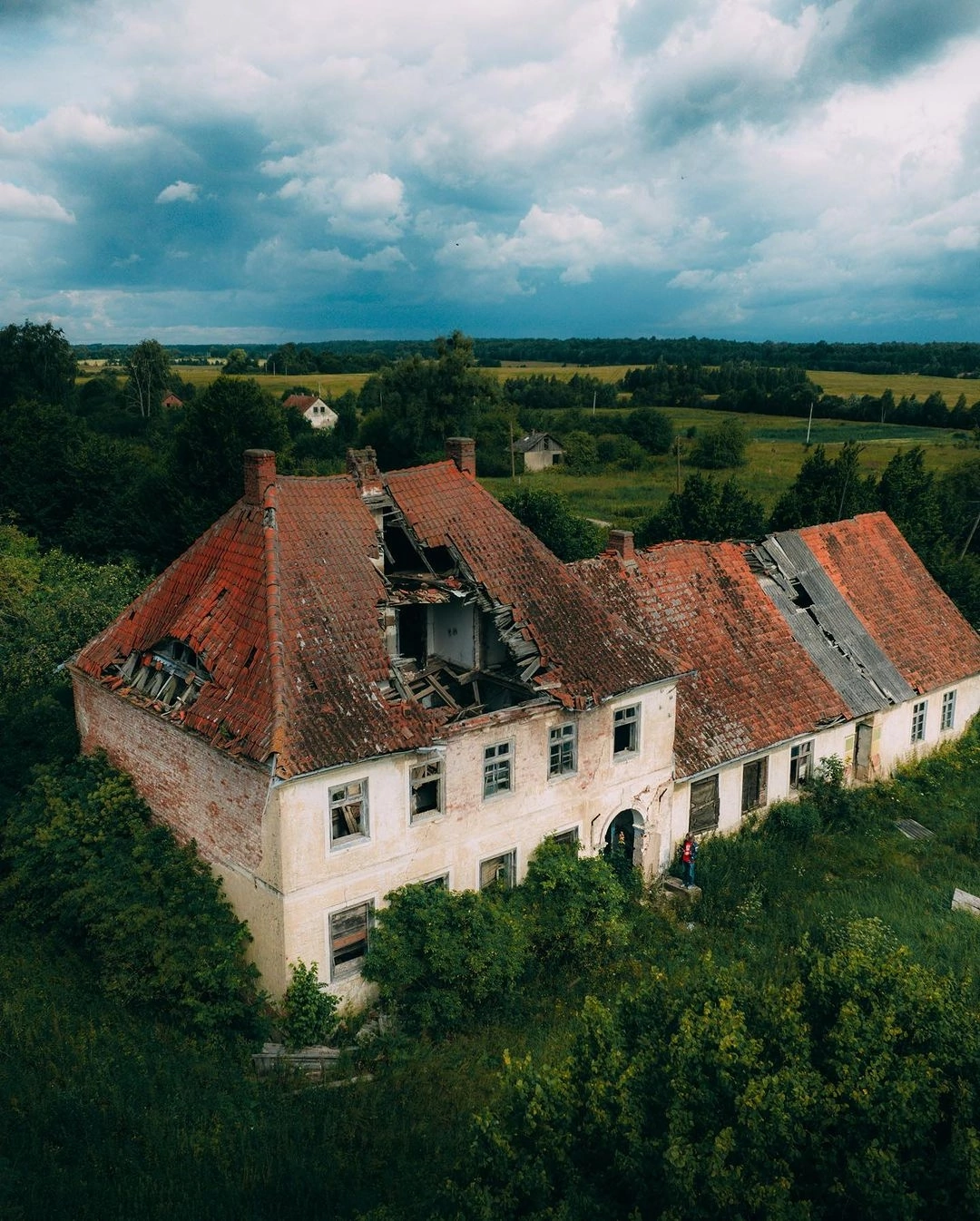
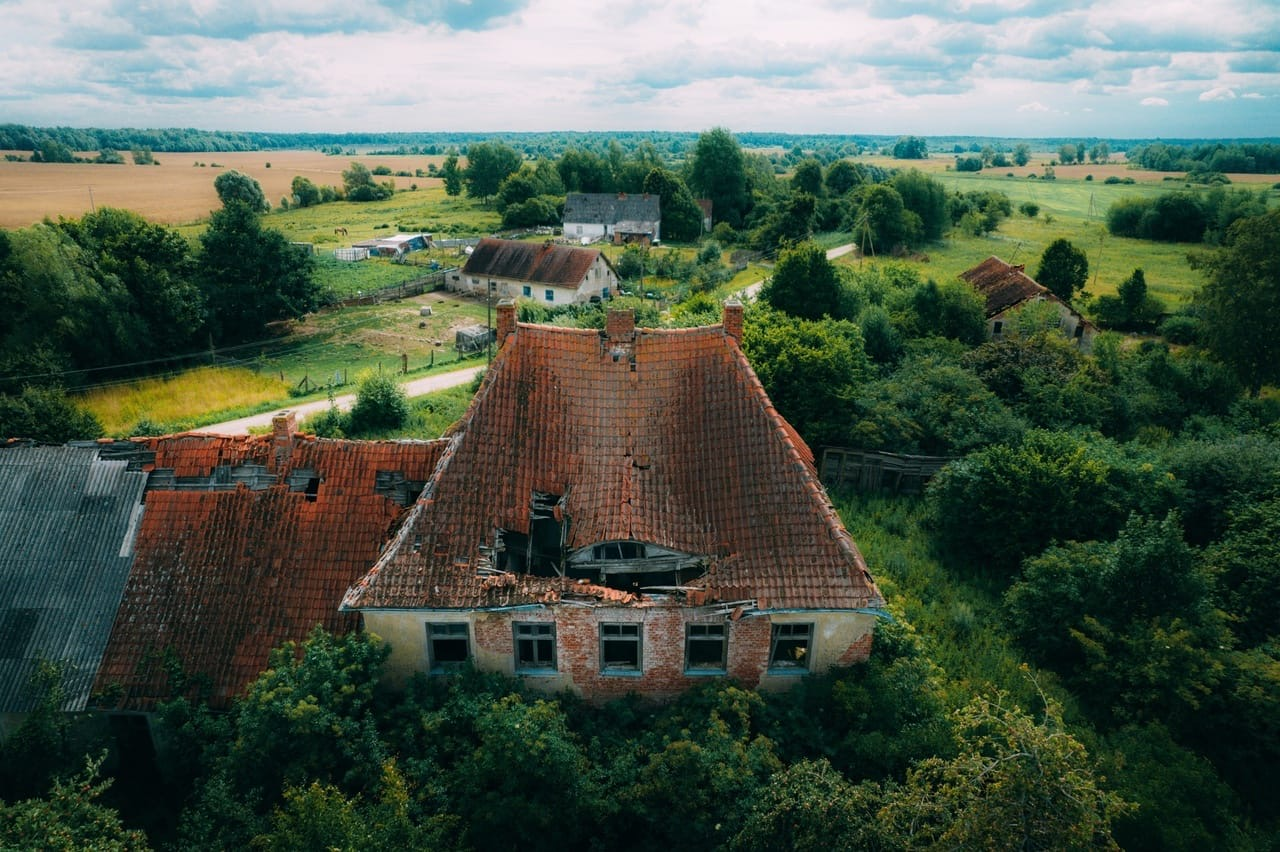
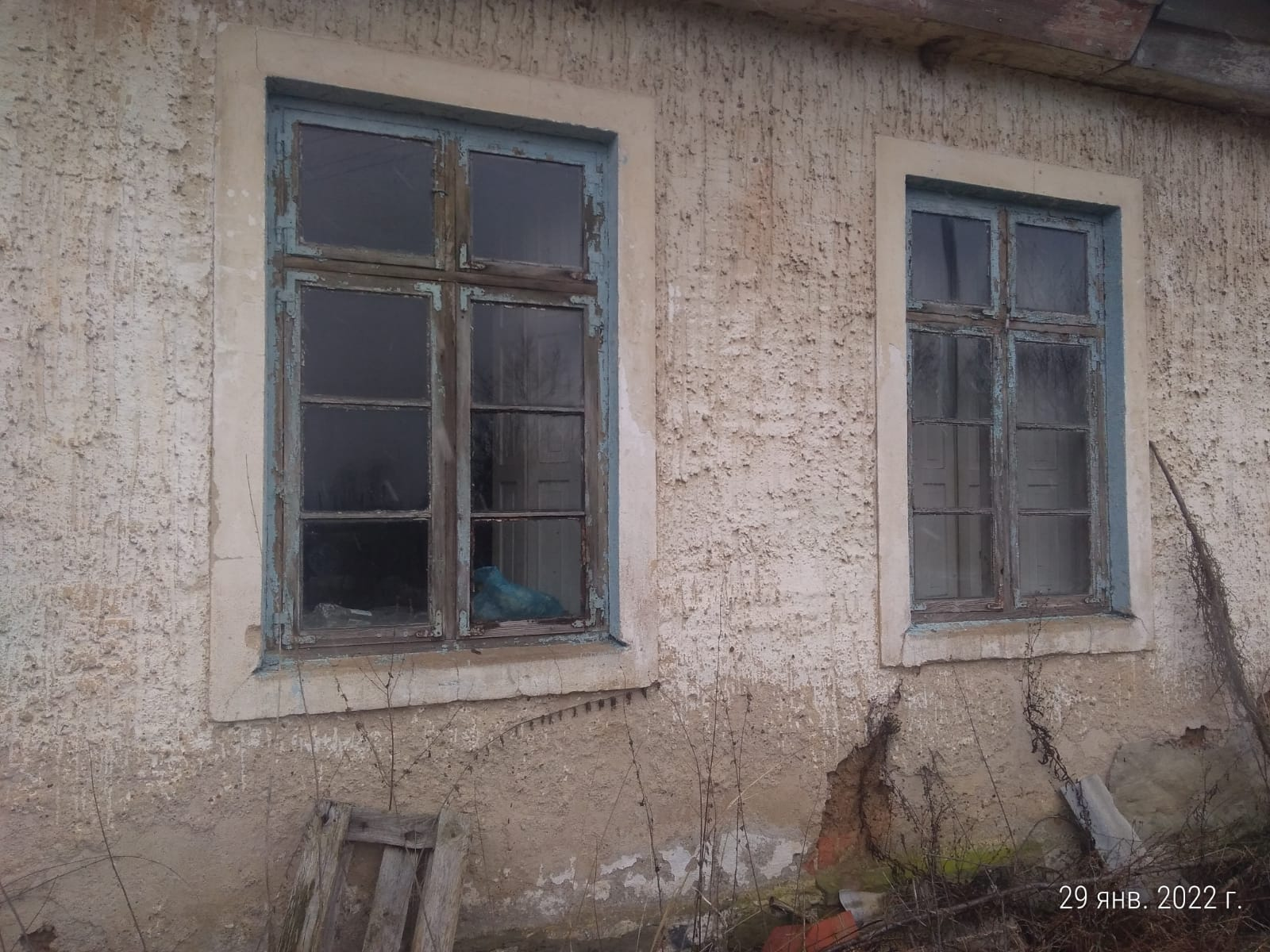
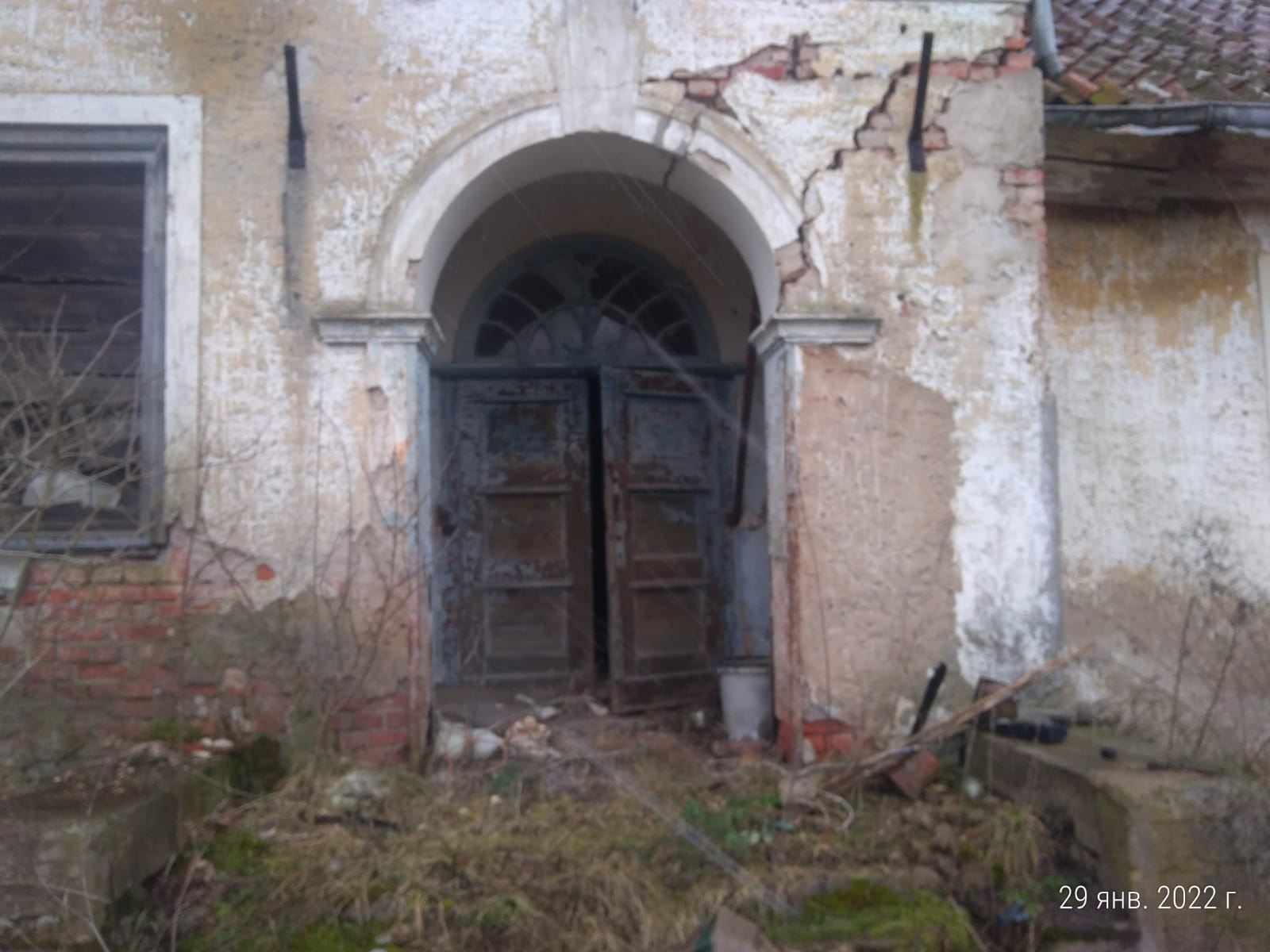
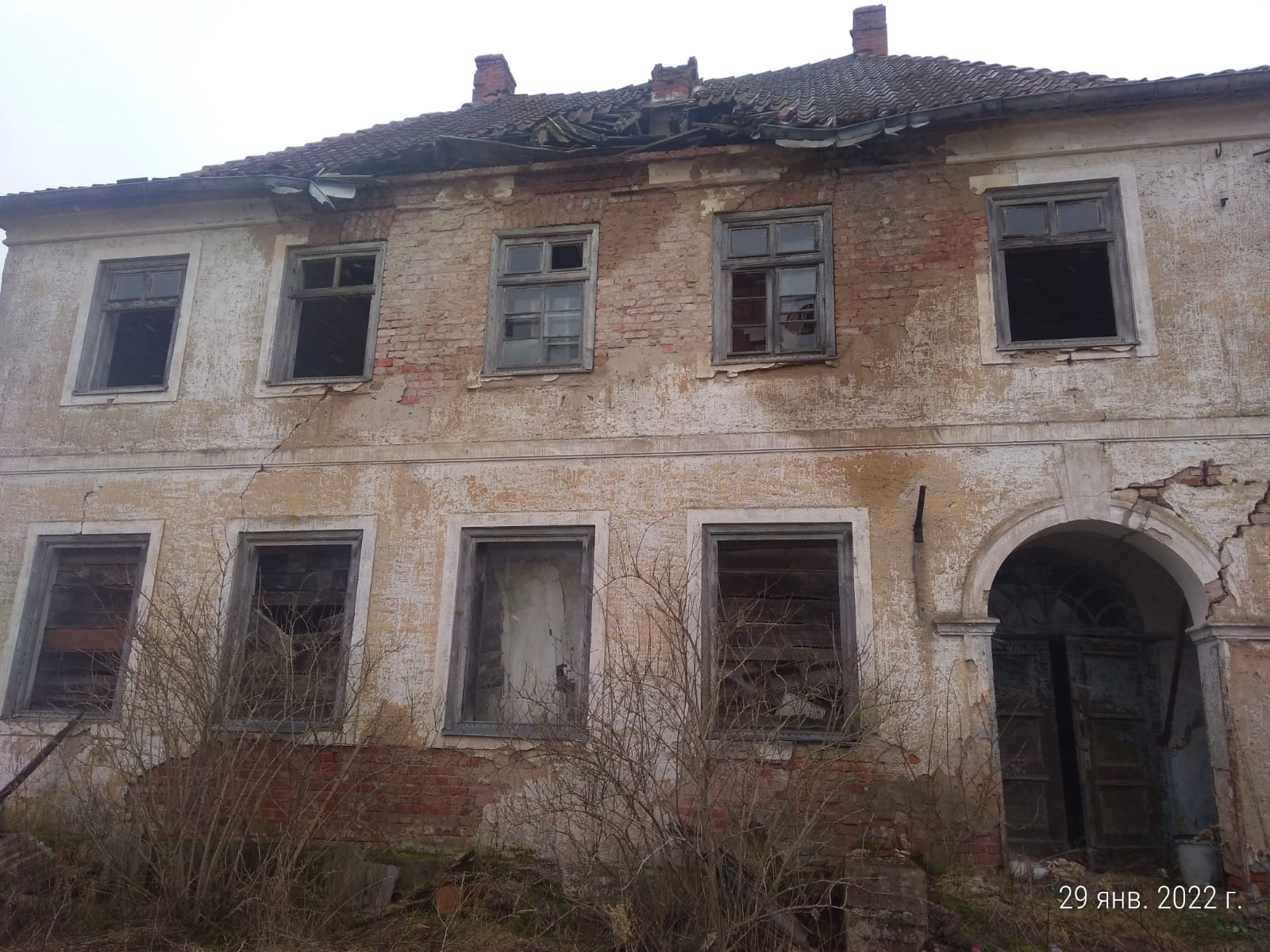
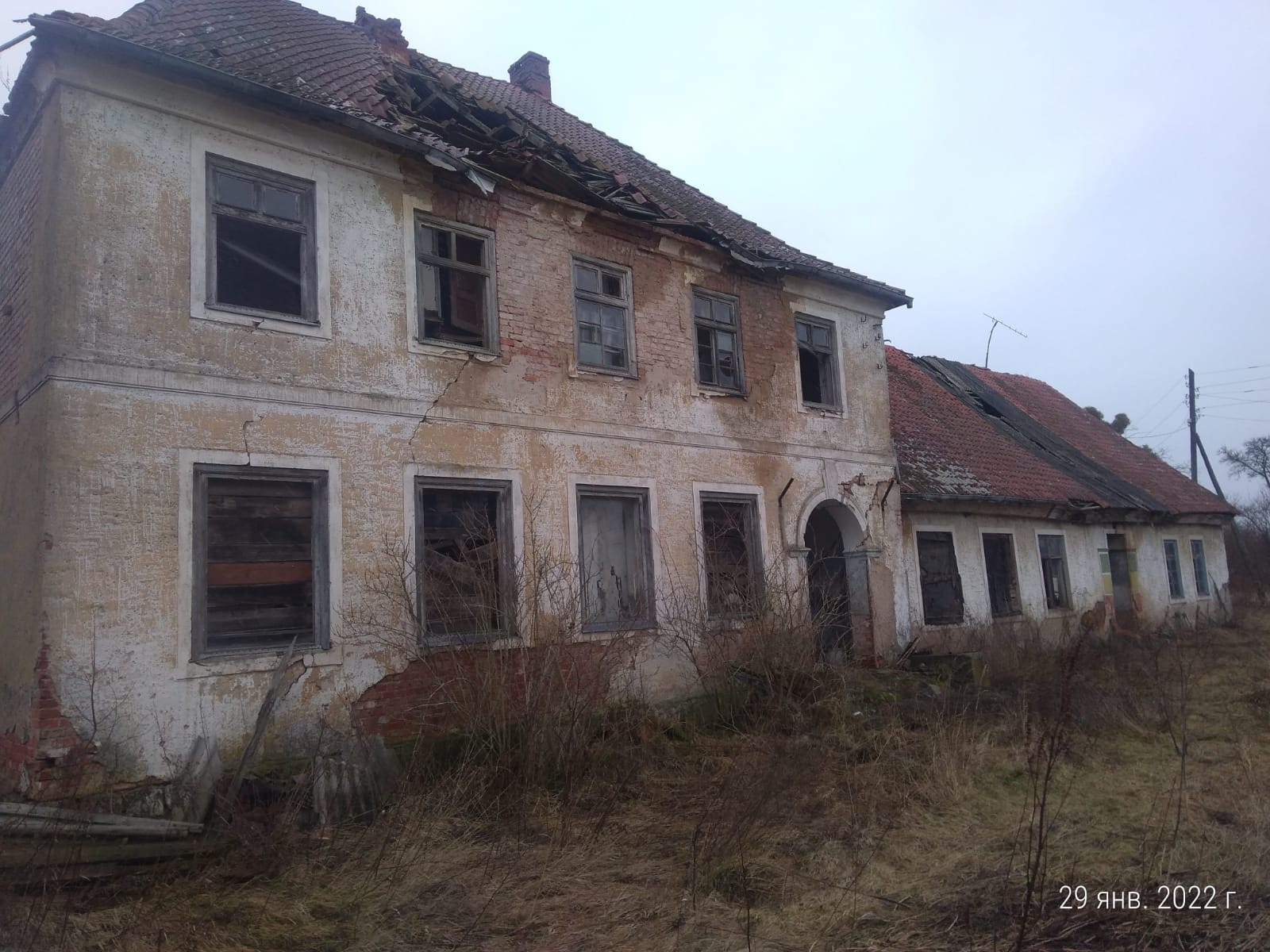
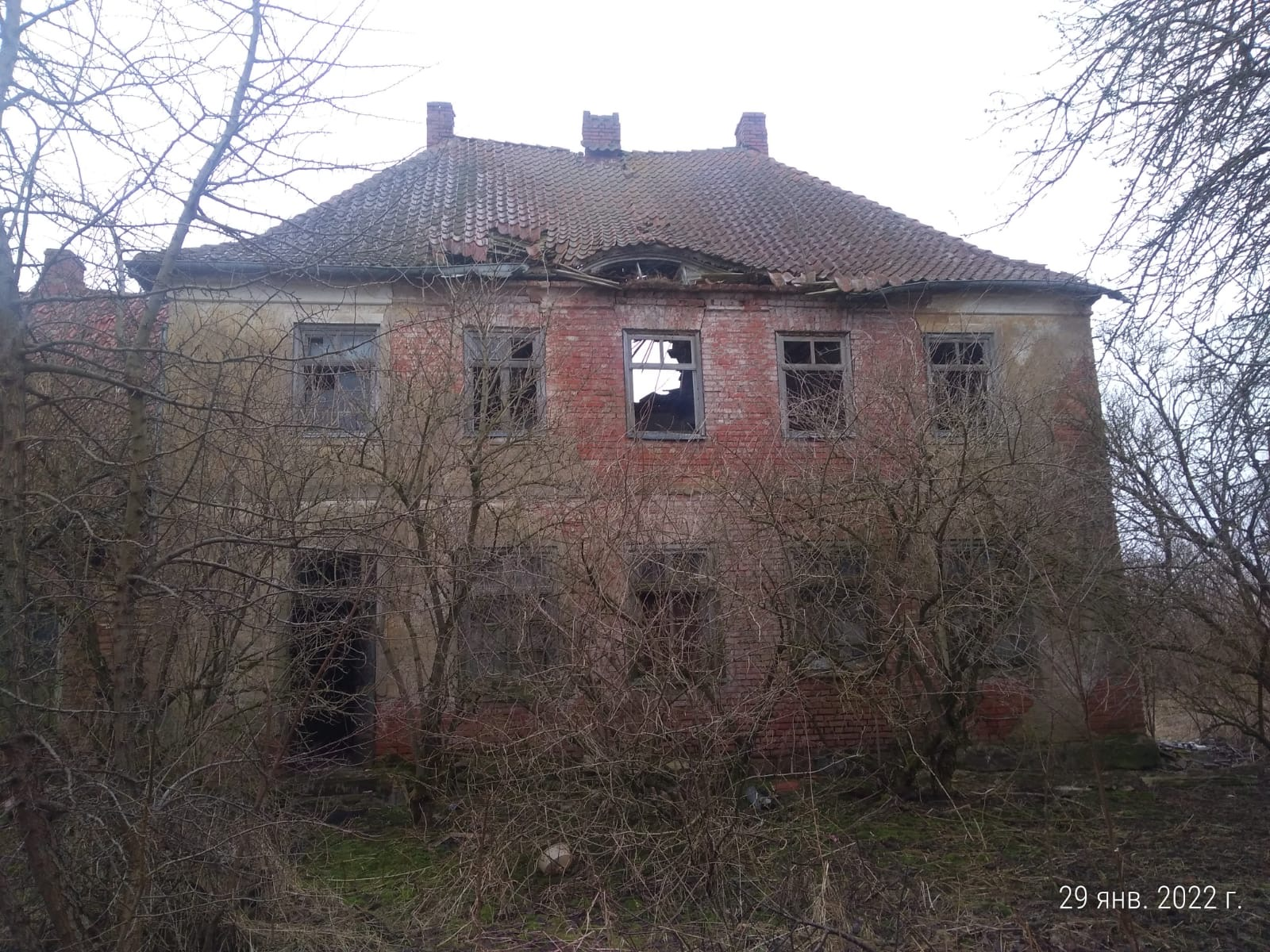
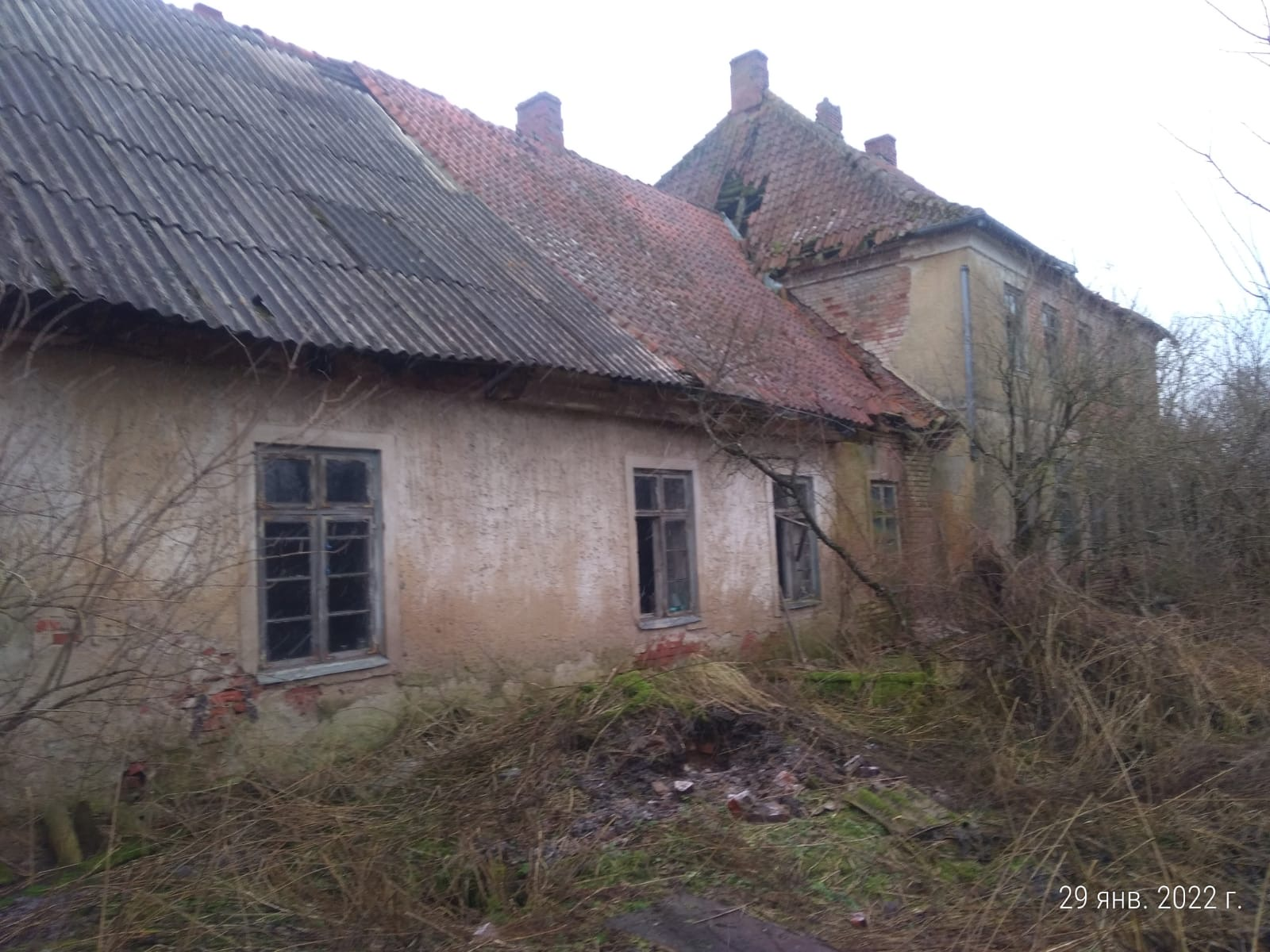
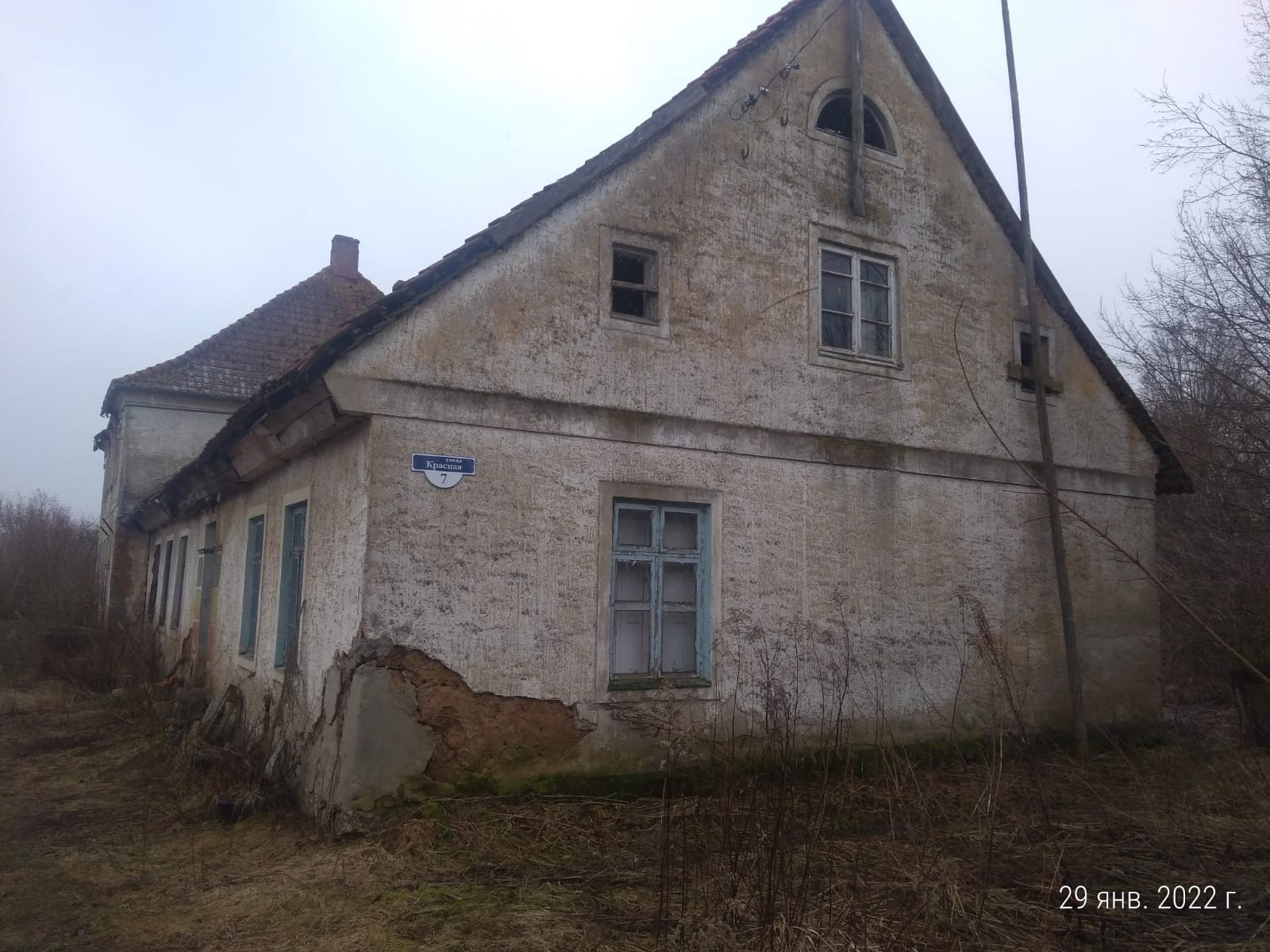
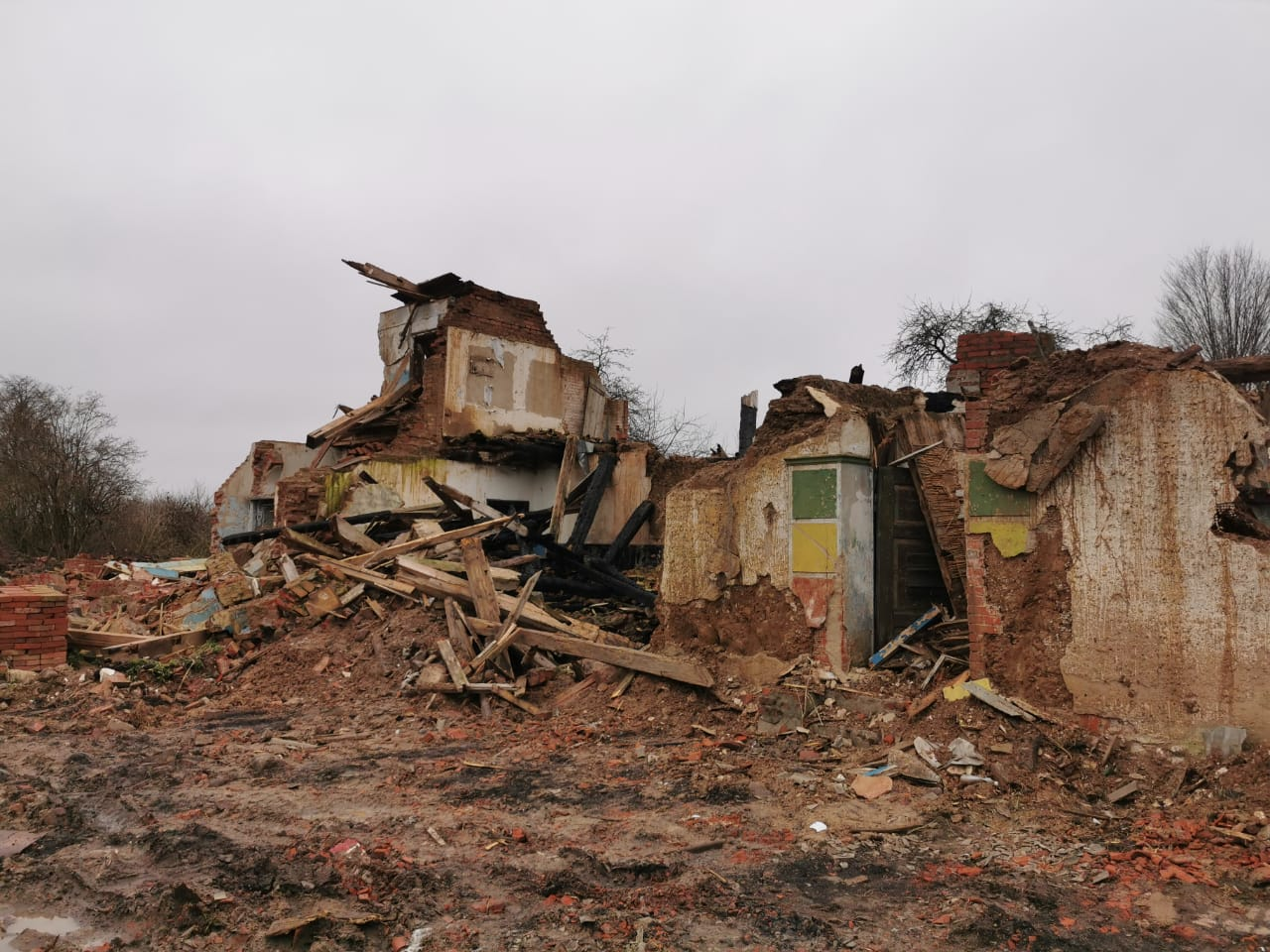
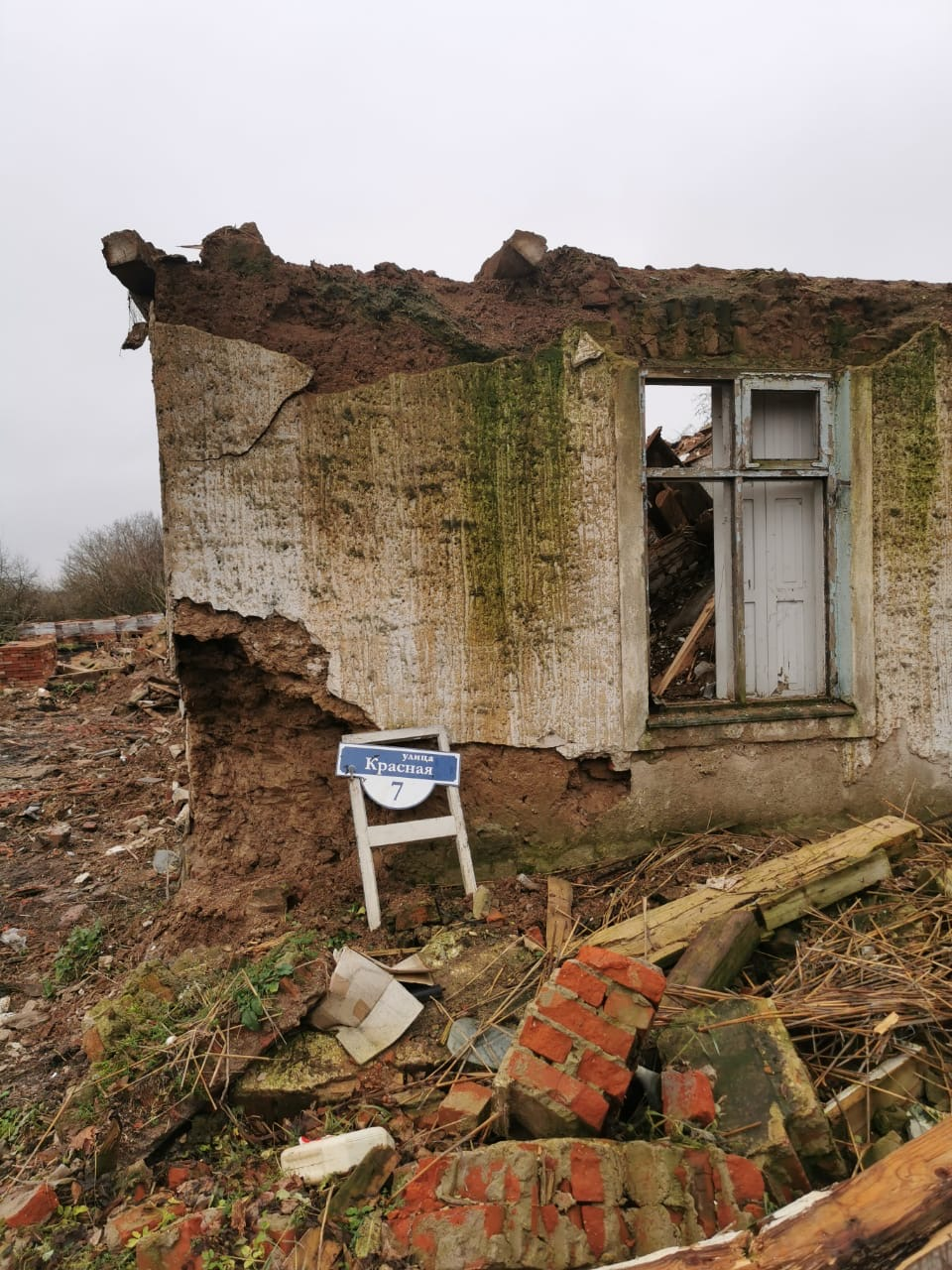
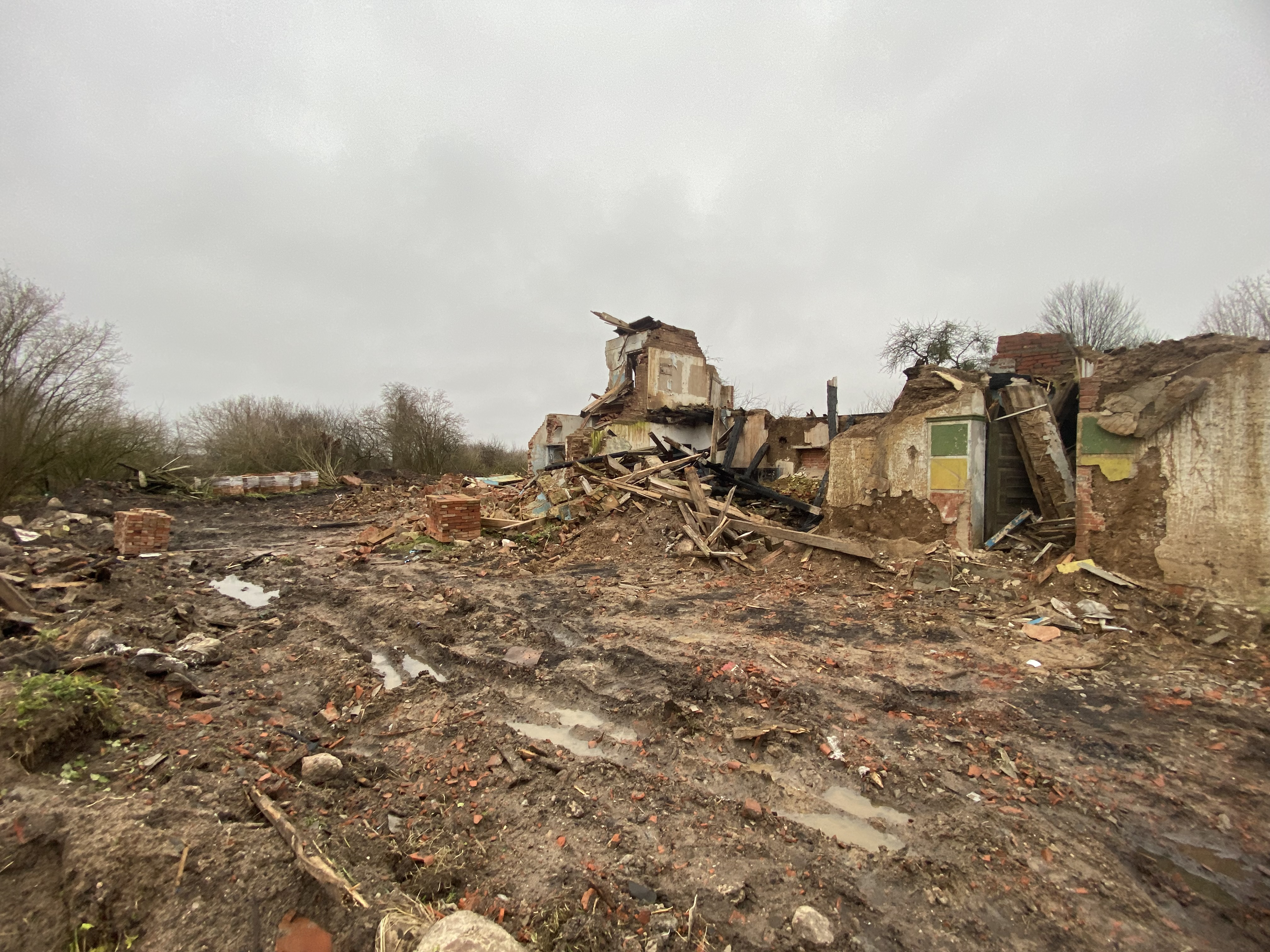

## Население
| 2002 | 2010 |
| ---- | ---- |
| 51   | ↘31  |

### Национальный состав
Согласно результатам переписи 2002 года, в национальной структуре населения русские составляли 57 %, ингуши — 39 %.